# Hlahol nymburský
Po vzoru pražského Hlaholu byl 1. listopadu 1860 založen v Nymburce mužský sbor Hlahol. V prvních letech své existence vystupoval při různých slavnostních příležitostech, na společenských besedách i tanečních zábavách a na sjezdech pěveckých spolků. Zvláště významný byl koncert ve prospěch výstavby Národního divadla 21. srpna 1862, kterého se zúčastnil i Bedřich Smetana.
Místní učitel a ředitel kůru Karel Vraný rozšířil v roce 1871 sbor o ženské hlasy. První koncert takto vytvořeného smíšeného sboru se konal v roce 1873. Po úmrtí p. Vraného v roce 1874 nastal v činnosti sboru útlum. Zásluhou učitelů Josefa Svobody a Antonína Pecolda byl sbor v roce 1882 obnoven. Za řízení sbormistra Františka Symona se vypracoval na znamenitou útoveň. Byla prováděna díla předních českých skladatelů: Karla Bendla, Josefa Bohuslava Foerstera, Josefa Suka a Vítězslava Nováka. Byla nastudována i opera Viléma Blodka V studni a Stabat Mater Antonína Dvořáka. Sbor získal Zlatou medaili při koncertu zpěváckých spolků československých v Praze v roce 1891 a druhou cenu při „pěveckých zápasech“ v roce 1895.
V letech 1901–1909 byl sbormistrem F. K. Berger. Za jeho řízení byla prováděna kantátová díla Antonína Dvořáka a na prvním pěveckém festivalu v roce 1904 získal sbor čestné uznání.
V roce 1920 se uměleckou vedoucí souboru stala paní Anna Polmanová-Preclíková. Pod jejím vedením se nymburský Hlahol stal největším československým pěveckým spolkem. Měl tehdy přes 1000 členů. Získal řadu ocenění na národních pěveckých soutěžích a na jeho repertoáru byla díla starších i soudobých českých skladatelů, často v premiérovém provedení. Vystupoval i na koncertech České filharmonie a v rozhlase. V roce 1935 se podařilo také dokončit v Nymburce vlastní stánek: Smetanův dům.
V době komunistické totality byl sbor přičleněn k Závodnímu klubu ROH poštovních zaměstnanců v Nymburku, ale za cenu repertoárových ústupků byla jeho činnost zachována.
V současnosti má sbor kolem 25 členů a jeho sbormistrem je ing. Tomáš Pergel. Členskou základnu tvoří zpěváci z Nymburka, Poděbrad a dalších míst nymburského okresu. Mezi pravidelné aktivity sboru patří adventní koncerty v nymburském evangelickém kostele. Mnohaletou tradicí se stalo provádění České mše vánoční Jana Jakuba Ryby na půlnoční mši v kostele Povýšení sv. Kříže v Poděbradech a v poslední den v roce v kostele sv. Jiljí v Nymburce. Soubor se podílí na organizaci mezinárodního hudebního festivalu Nymburských dnů B. M. Černohorského.